# Hypnotica
Hypnotica es el álbum debut del disc-jockey y productor italiano Benny Benassi. Fue producido por Larry Pignagnoli y lanzado a la venta el 19 de agosto de 2003. En 2005 logró el premio European Border Breakers Award como el álbum más vendido fuera de Italia.

## Lista de canciones
| Hypnotica |                           |                                                   |          |  |
| N.º       | Título                    | Escritor(es)                                      | Duración |  |
| 1.        | «Satisfaction»            | Alle Benassi                                      | 4:55     |  |
| 2.        | «Able to Love»            | A. Benassi/Marco Benassi/Daniela Galli            | 3:26     |  |
| 3.        | «No Matter What You Do»   | A. Benassi/M. Benassi/Galli                       | 4:06     |  |
| 4.        | «Let It Be»               | A. Benassi/Galli/Alfredo Pignagnoli               | 4:31     |  |
| 5.        | «Love Is Gonna Save Us»   | A. Benassi/M. Benassi/Galli                       | 5:04     |  |
| 6.        | «Inside of Me»            | A. Benassi/M. Benassi                             | 3:50     |  |
| 7.        | «I Wanna Touch Your Soul» | A. Benassi/Galli                                  | 4:06     |  |
| 8.        | «I'm Sorry»               | A. Benassi/Pignagnoli                             | 4:35     |  |
| 9.        | «Time»                    | A. Benassi/M. Benassi/Galli                       | 4:31     |  |
| 10.       | «Put Your Hands Up»       | A. Benassi/Galli                                  | 3:54     |  |
| 11.       | «Get Loose»               | A. Benassi/M. Benassi                             | 5:09     |  |
| 12.       | «Change Style»            | A. Benassi/M. Benassi                             | 3:45     |  |
| 13.       | «I Love My Sex»           | A. Benassi/M. Benassi/Violeta Bratu/Pignagnoli    | 3:26     |  |
| 14.       | «Don't Touch Too Much»    | A. Benassi/M. Benassi/Galli/Paul Sears/Pignagnoli | 5:49     |  |
| 61:27     |                           |                                                   |          |  |

## Posicionamiento en listas

### Álbum
| Lista (2003)                | Mejor posición |
| --------------------------- | -------------- |
| Bélgica (Ultratop valona)   | 21             |
| Francia (SNEP)              | 5              |
| Suiza (Schweizer Hitparade) | 32             |

| Lista (2003)         | Posición |
| -------------------- | -------- |
| French Albums (SNEP) | 64       |
| Lista (2004)         | Posición |
| French Albums (SNEP) | 135      |

### Sencillos
| Año  | Sencillo              | AUS | BEL | DEN | FRA | GER | NED | SUI | UK  |
| ---- | --------------------- | --- | --- | --- | --- | --- | --- | --- | --- |
| 2002 | Satisfaction          | 10  | 4   | 17  | 4   | 38  | 10  | 44  | 2   |
| 2003 | Able to Love          | 52  | 24  | —   | 18  | 51  | 33  | 91  | 179 |
| 2003 | No Matter What You Do | —   | —   | —   | 44  | 69  | —   | 89  | 40  |
| 2003 | Love Is Gonna Save Us | —   | 19  | —   | 35  | —   | 52  | —   | —   |

## Certificaciones
| País    | Certificación | Ventas  |
| ------- | ------------- | ------- |
| Francia | Oro           | 200 000 |
| Rusia   | Platino       | 80 000  |